# Kari Kuivalainen
Kari Kuivalainen (14 november 1960) is een Fins zanger.

## Biografie
Kuivalainen richtte zich in de begindagen vooral op het schrijven van nummers voor andere artiesten. In 1985 nam Riki Sorsa met zijn nummer Haaveissa vainko oot mun? deel aan de Finse preselectie voor het Eurovisiesongfestival. Het nummer eindigde op de tweede plaats. Een jaar later waagde hij zelf zijn kans, met het nummer Päivä kahden ihmisen. Oorspronkelijk zou Kaija Koo het nummer vertolken, maar zij zag hier uiteindelijk van af. Hij won met één punt voorsprong op Kirka en mocht aldus zijn vaderland vertegenwoordigen op het Eurovisiesongfestival 1986 in het Noorse Bergen. Voor het Eurovisiesongfestival werd de titel van het nummer veranderd in Never the end. In Bergen eindigde hij op de vijftiende plaats. Na zijn passage op het Eurovisiesongfestival werd hij lid van de band Menneisyyden Vangit, naast onder andere Vicky Rosti.
1961: Laila Kinnunen · 
1962: Marion Rung · 
1963: Laila Halme · 
1964: Lasse Mårtenson · 
1965: Viktor Klimenko · 
1966: Ann-Christine Nyström · 
1967: Fredi · 
1968: Kristina Hautala · 
1969: Jarkko & Laura · 
1971: Markku Aro & Koivistolaiset · 
1972: Päivi Paunu & Kim Floor · 
1973: Marion Rung · 
1974: Carita · 
1975: Pihasoittajat · 
1976: Fredi & The Friends · 
1977: Monica Aspelund · 
1978: Seija Simola · 
1979: Katri Helena · 
1980: Vesa-Matti Loiri · 
1981: Riki Sorsa · 
1982: Kojo · 
1983: Ami Aspelund · 
1984: Kirka · 
1985: Sonja Lumme · 
1986: Kari Kuivalainen · 
1987: Vicky Rosti & Boulevard · 
1988: Boulevard · 
1989: Anneli Saaristo · 
1990: Beat · 
1991: Kaija · 
1992: Pave · 
1993: Katri Helena · 
1994: CatCat · 
1996: Jasmine · 
1998: Edea · 
2000: Nina Åström · 
2002: Laura · 
2004: Jari Sillanpää · 
2005: Geir Rönning · 
2006: Lordi · 
2007: Hanna Pakarinen · 
2008: Teräsbetoni · 
2009: Waldo's People · 
2010: Kuunkuiskaajat · 
2011: Paradise Oskar · 
2012: Pernilla Karlsson · 
2013: Krista Siegfrids · 
2014: Softengine · 
2015: Pertti Kurikan Nimipäivät · 
2016: Sandhja · 
2017: Norma John · 
2018: Saara Aalto · 
2019: Darude feat. Sebastian Rejman · 
2021: Blind Channel · 
2022: The Rasmus · 
2023: Käärijä · 
2024: Windows95Man ·
2025: Erika Vikman